# Ictalurus punctatus
Ictalurus punctatus ou bagre-americano é uma espécie de bagre originária da bacia hidrográfica do rio Mississippi, nos Estados Unidos conhecido como peixe-gato-do-canal. Nos Estados Unidos, são as espécies de bagres mais pescadas com aproximadamente 8 milhões de pescadores que os caçam por ano. A popularidade do bagre-americano para alimentar tem contribuído para o rápido crescimento da aquacultura desta espécie nos Estados Unidos.

## Distribuição e habitat

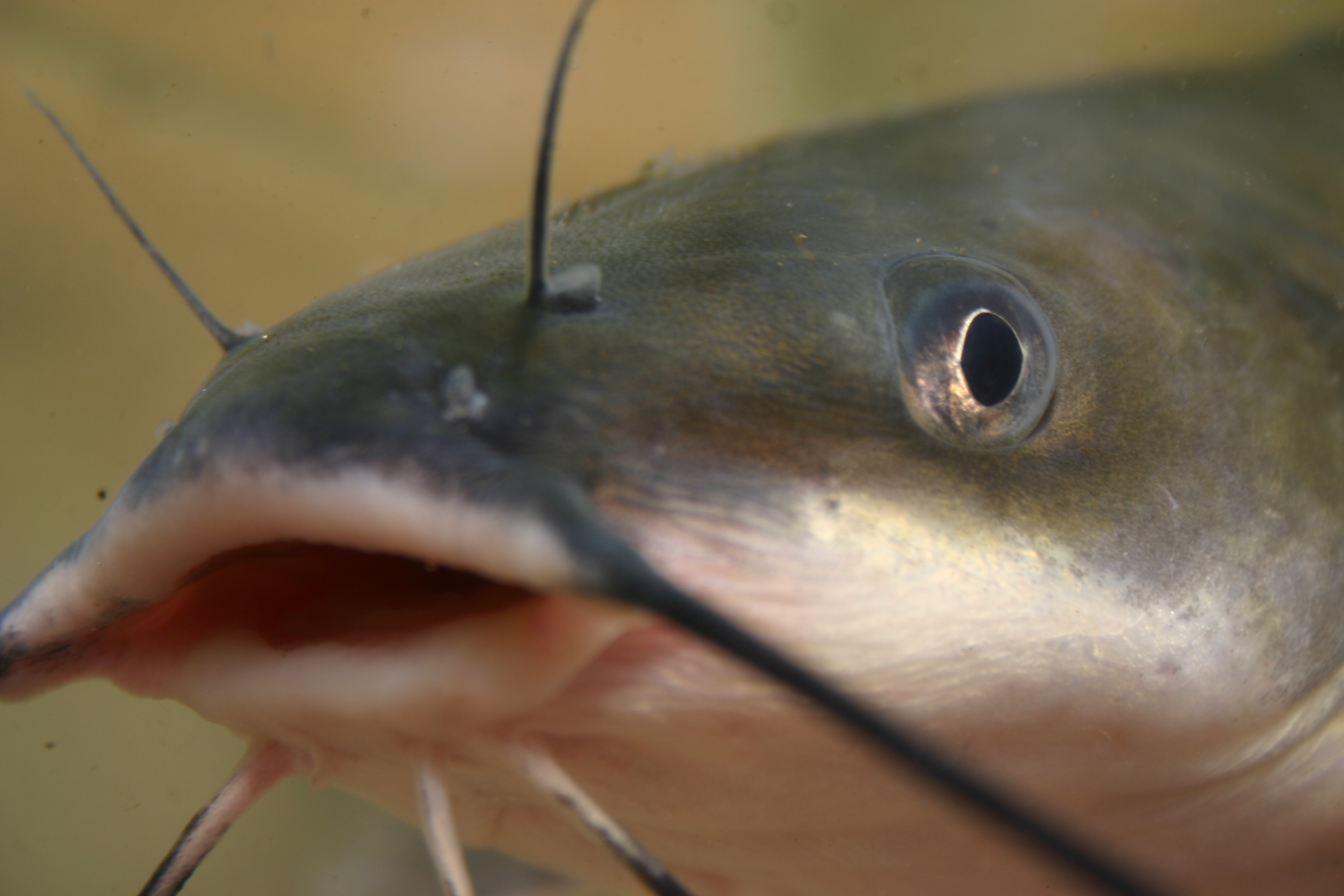
Bagre-americano, Ictalurus punctatus

O bagre-americano é nativo do neoártico, sendo bem distribuído no Canadá e no leste e norte dos Estados Unidos, bem como partes do norte do México. Eles também têm sido introduzidos em algumas águas da Europa sem costa marítima e partes da Malásia e quase tantas partes da Indonésia. Eles prosperam em pequenos e grandes rios, represas, lagos naturais e lagoas. Bagre-americano nidificam cavidades, significando que eles depositam seus ovos em fendas, depressões, ou detritos, para protegê-los de correntes rápidas. No Canadá, a espécie é, em grande parte, embora não exclusivamente, limitada a região dos Grandes Lagos de bacias hidrográficas do do lado sul do Lago Nipigon.

## Península Ibérica
A primeira vez que se identificou o peixe na Península Ibérica foi na bacia do Ebro, em 1987, mas há indicações de que terá sido pela primeira vez introduzido em Espanha na albufeira da barragem de Castilseras, na região de Castela-La Mancha. Depois disso, pelo menos em quatro ocasiões, a espécie foi intencionalmente deslocada para outras bacias hidrográficas em Espanha, incluindo para a do Guadiana.
A chegada desta espécie às águas portuguesas do Guadiana ocorreu em 2011, no local da Ponte da Ajuda.

## Comportamento
O bagre têm capacidades de percepção gustativa reforçada, portanto, chamada de “língua de natação”, devido à presença de papilas gustativas em toda a superfície externa do corpo e no interior da cavidade orofaríngea. Especificamente, eles têm uma elevada sensibilidade aos aminoácidos, o que explica os seus métodos de comunicação únicos. O bagre-americano tem um sistema de sabor facial que é extremamente sensível à L-alanina e L-arginina. Mais especificamente, o seu sistema de gosto facial detecta níveis elevados de L-aminoácidos em água doce. O comportamento alimentar de alimentos é devido aos aminoácidos liberados pelos alimentos. Relata-se que isso faz com que os movimentos superior e inferior se altere, que orientam a postura e alimentação do bagre-americano.